# Zell (Lucerna)
Zell és un municipi del cantó de Lucerna (Suïssa), situat al districte de Willisau.